# Saint-Émilion

Saint-Émilion

Saint-Émilion este o comună în departamentul Gironde din sud-vestul Franței. În 2009 avea o populație de 2.005 de locuitori.

## Evoluția populației
| An        | 1975  | 1982  | 1990  | 1999  | 2006  | 2009  |
| --------- | ----- | ----- | ----- | ----- | ----- | ----- |
| Populație | 3.323 | 3.010 | 2.799 | 2.345 | 2.124 | 2.005 |